# Marcello Perrino
Marcello Perrino (Napoli, 1750 circa – dopo 1816) è stato un compositore, storico e librettista italiano.

## Lavori

### Opere
- L'Olimpiade: Napoli, 1795
- Ulisse nell'isola di Circe: Teatro San Carlo di Napoli, 1819 con Isabella Colbran, Rosmunda Pisaroni, Andrea Nozzari, Giovanni David e Michele Benedetti (basso)